# Haus der Berge
Das Haus der Berge in Berchtesgaden ist das zentrale Informations- und Bildungszentrum des Nationalparks Berchtesgaden. Es wird ergänzt durch fünf dezentrale Nationalparkinfostellen an den großen Nationalparkeingängen, wie das Klausbachhaus und innerhalb des Nationalparks.

## Geschichte
Von 1988 bis 2013 war das Informations- und Bildungszentrum des Nationalparks Berchtesgaden unter der Bezeichnung Nationalpark-Haus in einem Teil des Franziskanerklosters Berchtesgaden untergebracht.
2003 sagte Ministerpräsident Edmund Stoiber aus Anlass des 25-Jahre-Jubiläums des Nationalparks den Bau eines neuen Zentrums zu. Am 4. Oktober 2010 legte der damalige bayerische Umweltminister Markus Söder den Grundstein für das neue Umweltbildungs- und Informationszentrum des Nationalparks Berchtesgaden, das schließlich als Haus der Berge am 24. Mai 2013 eröffnet wurde. Finanziert wurde das Haus der Berge durch den Freistaat Bayern, die Europäische Union sowie weitere Sponsoren und Förderer.

## Lage
Das Haus der Berge steht auf einem Hanggrundstück mit freiem Blick zum Watzmann am Ortseingang von Berchtesgaden. Auf dem Grundstück befand sich zuvor das Hotel Berchtesgadener Hof, das zusammen mit einem Nebengebäude bzw. einer Dependance unter der Bezeichnung Hotel McNair in den ersten Jahrzehnten der Nachkriegszeit von US-Streitkräften genutzt wurde und bis 1996 Teil eines Armed Forces Recreation Center war. Nach 1996 stand das komplette Anwesen dann für längere Zeit leer. Das Areal hat eine Gesamtfläche von 17.000 Quadratmetern.

## Projekt
Das Haus der Berge umfasst ein Informationszentrum, ein Bildungszentrum sowie ein Außen- und Erlebnisgelände.
Bei der Verwirklichung des Projekts wurde Wert auf ein nachhaltiges Energiekonzept, Barrierefreiheit und kurze Wege gelegt. Für die Fassade wurden Materialien aus der Region wie Nadelholz aber auch Kortenstahl verbaut, deren natürliche Verwitterung den Grundgedanken des Nationalparks „Natur Natur sein lassen“ widerspiegeln soll.

### Informationszentrum
Das Informationszentrum ist mit einer Bibliothek und Räumen für Sonder- und Wechselausstellungen sowie mit einem Kino und einem Café-Restaurant ausgestattet.
Im Mittelpunkt des Informationszentrums steht die rund 900 m² beanspruchende Ausstellung „Vertikale Wildnis“, in der auf einer stetig ansteigenden Wanderung durch die Lebensräume Wasser, Wald, Alm und Fels die Besucher die gesamte Bandbreite des Lebens im Nationalpark Berchtesgaden kennenlernen sollen.

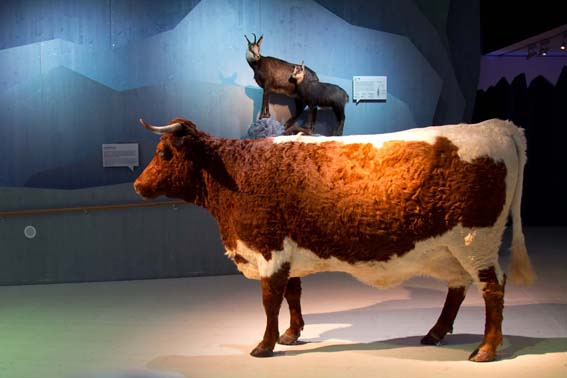
Lebensraum Alm
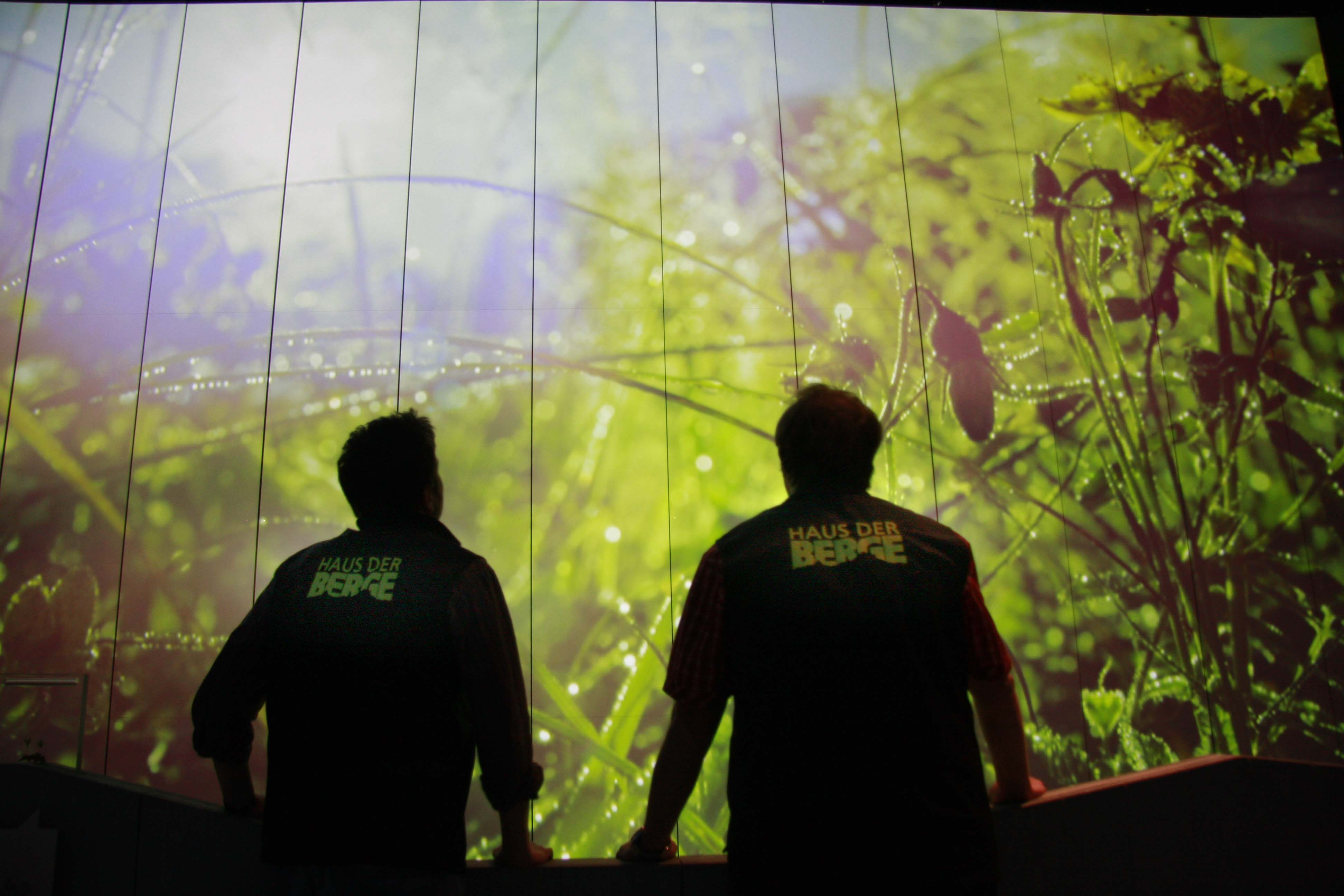
Lebensraum Fels
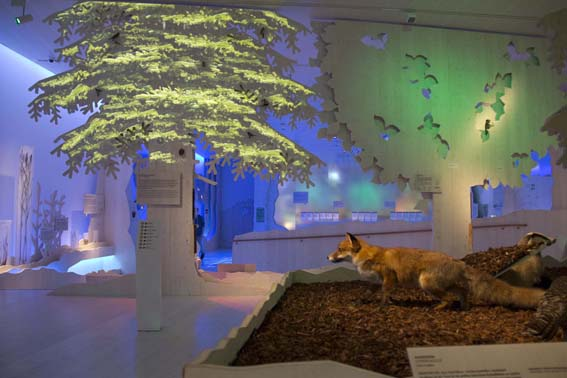
Lebensraum Wald
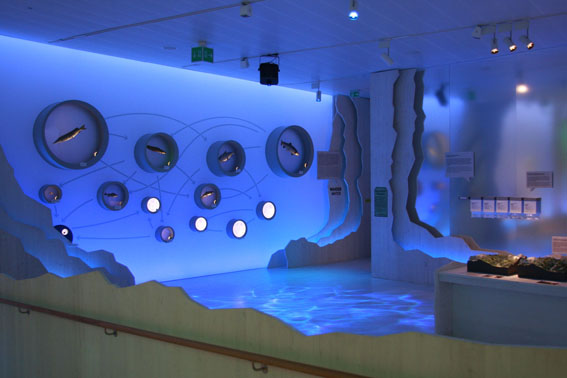
Lebensraum Wasser

### Bildungszentrum
Das Bildungszentrum wendet sich an angemeldete Schulklassen und Gruppen. Es bietet ein Wasserlabor, die Waldwerkstatt, die Wiesenküche und den Felsenblick. Die Bildungsarbeit im Nationalpark Berchtesgaden zielt darauf ab, den Nationalpark-Gedanken zu vermitteln, natürliche Zusammenhänge begreifbar zu machen, Begeisterung für die Natur zu wecken, die Auseinandersetzung mit sich und seiner Umwelt anzuregen und umweltbewusstes Handeln und nachhaltige Lebensstile zu fördern.

### Außengelände
Das Außengelände ist ein Erfahrungs- und Lernort. Es gliedert sich in einen Bereich, der allen Besuchern offensteht und einen Bereich, der angemeldeten Teilnehmern von Veranstaltungen des Bildungszentrums vorbehalten ist. Dazu gehören der historische „Lahnerkaser“, eine Almhütte aus dem Jahr 1848, sowie die Themenplätze Wasser, Wald und Wiese. Offen für alle Besucher sind die Bergarena, das Alpinum mit zahlreichen Blüten- und Farnpflanzen sowie der Panoramaweg mit Ausblicken in den Nationalpark.

## Kritik
Der moderne Baustil, insbesondere die Wahl von rostendem Cortenstahl für Teile der Fassade, war unter den Einheimischen zunächst umstritten.
Der Bayerische Oberste Rechnungshof monierte 2017, dass bis Ende 2016 bereits 22,7 Mio. € für den Neubau des Hauses der Berge ausgegeben waren, obwohl der Bayerische Landtag 2009 die Kosten auf 19 Mio. € gedeckelt hatte. Die Kostenüberschreitung betrug demnach 19,4 %. Ursache waren erhebliche planerische und kostenmäßige Abweichungen von der genehmigten HU-Bau.